# Laucesas pagasts
Laucesas pagasts er en territorial enhed i Daugavpils novads i Letland. Pagasten etableredes i 1864, havde 1.571 indbyggere i 2010 og omfatter et areal på 61,22 kvadratkilometer. Hovedbyen i pagasten er Mirnijs.